# جان مارك تيبو
جان مارك تيبو (بالفرنسية: Jean-Marc Thibault )‏ (و. 1923 – م) هو ممثل، ومخرج سينمائي، وكاتب سيناريو من فرنسا .

## التعليم
تعلم في مدرسة رينيه سيمون للفنون الدرامية ‏

## روابط خارجية
- جان مارك تيبو على موقع IMDb (الإنجليزية)
- جان مارك تيبو على موقع ألو سيني (الفرنسية)
- جان مارك تيبو على موقع ميوزك برينز (الإنجليزية)
- جان مارك تيبو على موقع أول موفي (الإنجليزية)
- جان مارك تيبو على موقع قاعدة بيانات الأفلام السويدية (السويدية)
- جان مارك تيبو على موقع ديسكوغز (الإنجليزية)
- جان مارك تيبو على موقع قاعدة بيانات الفيلم (الإنجليزية)
- جان مارك تيبو على موقع كينوبويسك (الروسية)